# Prowizorium rządowe Władysława Wróblewskiego

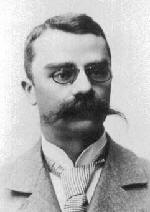
Władysław Wróblewski

Prowizorium rządowe Władysława Wróblewskiego – Rada Kierowników Ministerstw, prowizoryczny ostatni gabinet rządowy Królestwa Polskiego, kierowany przez Władysława Wróblewskiego. Rada Kierowników Ministerstw została powołana 4 listopada 1918 r. przez Radę Regencyjną, po udzieleniu dymisji rządowi Józefa Świeżyńskiego w związku z próbą zamachu stanu. Co do zasady w skład Rady wchodzili najwyżsi stanowiskiem urzędnicy danego resortu. Począwszy od 7 listopada 1918 r. prowizorium funkcjonowało równolegle do konkurencyjnego rządu Ignacego Daszyńskiego. Ostatnie posiedzenie prowizorium rządowego odbyło się 11 listopada 1918. Kierownicy Ministerstw zakończyli pełnienie swoich funkcji wraz z przejęciem poszczególnych resortów przez członków rządu Jędrzeja Moraczewskiego, w dniu 18 listopada 1918.

## Skład
- Władysław Wróblewski – kierownik ministrów, kierownik Ministerstwa Spraw Zagranicznych (Szef Biura Prezydjalnego Rady Ministrów)
- Stanisław Ustyanowski – kierownik Ministerstwa Spraw Wewnętrznych (podsekretarz stanu)
- Franciszek Jossé – kierownik Ministerstwa Skarbu (szef sekcji)
- Bronisław Dembiński – kierownik Ministerstwa Wyznań Religijnych i Oświecenia Publicznego (podsekretarz stanu)
- Jan Wroczyński – kierownik Ministerstwa Spraw Wojskowych (szef sekcji)
- Stanisław Janicki – kierownik Ministerstwa Rolnictwa i Dóbr Koronnych (podsekretarz stanu)
- Władysław Szenajch – kierownik Ministerstwa Zdrowia Publicznego i Opieki Społecznej (naczelnik wydziału)
- Julian Eberhardt – kierownik Ministerstwa Kolei Żelaznych (szef sekcji)
- Józef Światopełk-Zawadzki – kierownik Ministerstwa Sprawiedliwości (podsekretarz stanu)
- Henryk Strasburger – kierownik Ministerstwa Przemysłu i Handlu (podsekretarz stanu)
- Franciszek Sokal – kierownik Ministerstwa Ochrony Pracy (naczelnik wydziału)
- Janusz Machnicki – kierownik Ministerstwa Aprowizacji (podsekretarz stanu)

Na podstawie porozumienia Józefa Piłsudskiego z Władysławem Wróblewskim po 11 listopada 1918 r. funkcję kierownika Ministerstwa Spraw Zagranicznych pełnił Tytus Filipowicz.